# Boglárkalepke-félék
A boglárkalepke-félék (Lycaenidae) a rovarok (Insecta) osztályának a lepkék (Lepidoptera) rendjébe, ezen belül a valódi lepkék (Glossata) alrendjébe tartozó család. Egyéb nevei: boglárkalepkék, hangyaboglárka lepkék avagy lángszinérfélék.

## Rendszerezésük
A boglárkalepke-félék rendszertana messzemenően nem tisztázott: az egyes szerzők már az alcsaládokat is rendkívül eltérő módon adják meg.
A BioLib szerint a családba az alábbi alcsaládok tartoznak:
- Tűzlepkék (Lycaeninae)
- Curetinae
- Miletinae
- Poritiinae

Vannak olyan szerzők, akik szerint az alcsaládok szintjén csak három taxon megkülönböztetése indokolt:
- Tűzlepkék (Lycaeninae) alcsalád 3 nemzetséggel:
  - Corrachiini,
  - Euselasiini,
  - Stygini;
- Nemeobiinae alcsalád 1 nemzetséggel:
  - Stygini

és 11, nemzetségbe nem sorolt nemmel;
- Riodininae alcsalád 7 nemzetséggel:
  - Eurybiini
  - Helicopini
  - Mesosemiini
  - Nymphidiini
  - Riodinini
  - Stalachtini
  - Symmachiini

és 11, nemzetségbe nem sorolt nemmel.
Egy Magyarországon meglehetősen elfogadott felosztás ugyancsak három alcsaláddal:
- csücsköslepkék (Theclinae) – hernyóik általában fákon és cserjéken élnek;
- tűzlepkék (Lycaeninae) – a nedves élőhelyekhez kötődnek;
- valódi boglárkák (boglárkák, sokboglárú lepkék,[5] boglárkaformák,[2] Polyommatinae)

Mások további alcsaládokat vezetnek be. Ilyen pl. kockáslepkék (Hamearinae) alcsaládja, aminek mindössze egy faja, a Hamearis lucina él Európában és így Magyarországon. Éppen ezért ezt a fajt magyarul egyszerűen kockáslepkének nevezzük.

## Származásuk, elterjedésük
A család fajai a sarkvidékek kivételével valamennyi kontinensen megtalálhatók, de legtöbbjük a trópusokon.

### Magyarországon előforduló fajok
- Nagy tűzlepke(Lycaena dispar rutilus)
- Közönséges tűzlepke(Lycaena phlaeas)
- Kis tűzlepke(Lycaena thersamon)
- Lápi tűzlepke(Lycaena helle)
- Havasi tűzlepke(Lyacaena hippothoё)
- Aranyos tűzlepke(Lycaena virgaureae)
- Barna tűzlepke(Lycaena tityrus)
- Ibolyás tűzlepke(Lycaena alciphron)
- Déli tűzlepke(Lycaena ottomanus)(egyetlen példány)
- Tölgyfalepke(Favonius qercus)
- Nyírfalepke(Thecla betulae)
- Zöldfonákú lepke(Callophrys rubi)
- Szilfa-csücsköslepke(Satyrium W-album)
- Szilvafa-csücsköslepke(Satyrium pruni)
- Kökény-csücsköslepke(Satyrium spini)
- Tölgyfa-csücsköslepke(Satyrium ilicis)
- Akác-csücsköslepke(Satyrium acaciae)
- Vándorboglárka(Lampides boeticus)
- Déli boglárka(Leptotes pirithous)
- Bengeboglárka(Celastrina argiolus)
- Törpeboglárka(Cupido minimus)
- Hegyi törpeboglárka(Cupido osiris)
- Ékes boglárka(Cupido argiades)
- Palakék boglárka(Cupido alcetas)
- Fakó boglárka(Cupido decolorata)
- Apró boglárka(Pseudophilotes vicrama schiffermuelleri)
- Szemes boglárka(Scolitandies orion)
- Magyar boglárka(Jolana iolas)
- Szürkés hangyaboglárka(Maculinea alcon)
- Nagyfoltú hangyaboglárka(Maculinea alcon)
- Sötét hangyaboglárka(Maculinea nausithous)
- Vérfű-hangyaboglárka(Maculinea teleius)
- Nagyszemes boglárka (Glaucopsyche alexis)
- Ezüstös boglárka(Plebejus argus)
- Tintakék boglárka(Plebejus argyrognomon)
- Északi boglárka(Plebejus idas)
- Fóti boglárka(Plebejus sephirus)
- Szerecsenboglárka(Aricia agestis)
- Bükki szerecsenboglárka(Aricia artaxerxes)
- Gólyaorr-szerecsenboglárka(Aricia eumedon)
- Aprószemes boglárka(Cyaniris semiargus)
- Fénylő boglárka(Polyommatus dorylas)
- Ibolyaszín boglárka(Polyommatus thersites)
- Közönséges boglárka(Polyommatus icarus)
- Csíkos boglárka(Polyommatus damon)
- Bundás boglárka(Polyommatus admetus)
- Bronzfényű boglárka(Polyommatus ripartii)(egy,két adata van Budapestről)
- Escher boglárka(Polyommatus escheri)

## Megjelenésük, felépítésük
Igen változatos színezetű és formájú fajaik közül a legbizarrabb külsejűek a trópusokon élnek. A csücsköslepkék hátsó szárnyukon rövid faroknyúlványt viselnek. Szárnyaik fonákján finom, fehéres vonalkák rajzolódnak ki, eltérően a többi boglárkalepkefélétől, amelyek szárnyfonákja különböző méretű szemfoltocskákkal tarkázott; ezek mintázata fontos rendszertani bélyeg (Ronkay, 1986).

## Életmódjuk, élőhelyük
A csücsköslepkék hernyói általában fákon és cserjéken élnek. A tűzlepkék a nedves élőhelyekhez kötődnek.
A boglárkalepkék több fajának hernyói hangyákkal élnek együtt, tehát csak azokon a helyeken tudnak megtelepedni, ahol a megfelelő hangyagazda jelen van.
„A védett boglárkalepkék hernyói a Myrmica hangyáknál fejlődnek (szociálparaziták). A hernyók kezdetben egy tápnövény magkezdeményeit fogyasztják, majd (az esetek kb. 1%-ában) egy megfelelő fajú Myrmica dolgozó a fészkébe cipeli (adoptálja) és ott a hernyókat a hangyák etetik, vagy a hangyalárvákkal táplálkoznak. Ennek oka, hogy a hernyók a hangyalárvák szagát utánozzák.”